# Steinperf
Steinperf is een plaats in de Duitse gemeente Steffenberg, deelstaat Hessen, en telt 879 inwoners (2007).

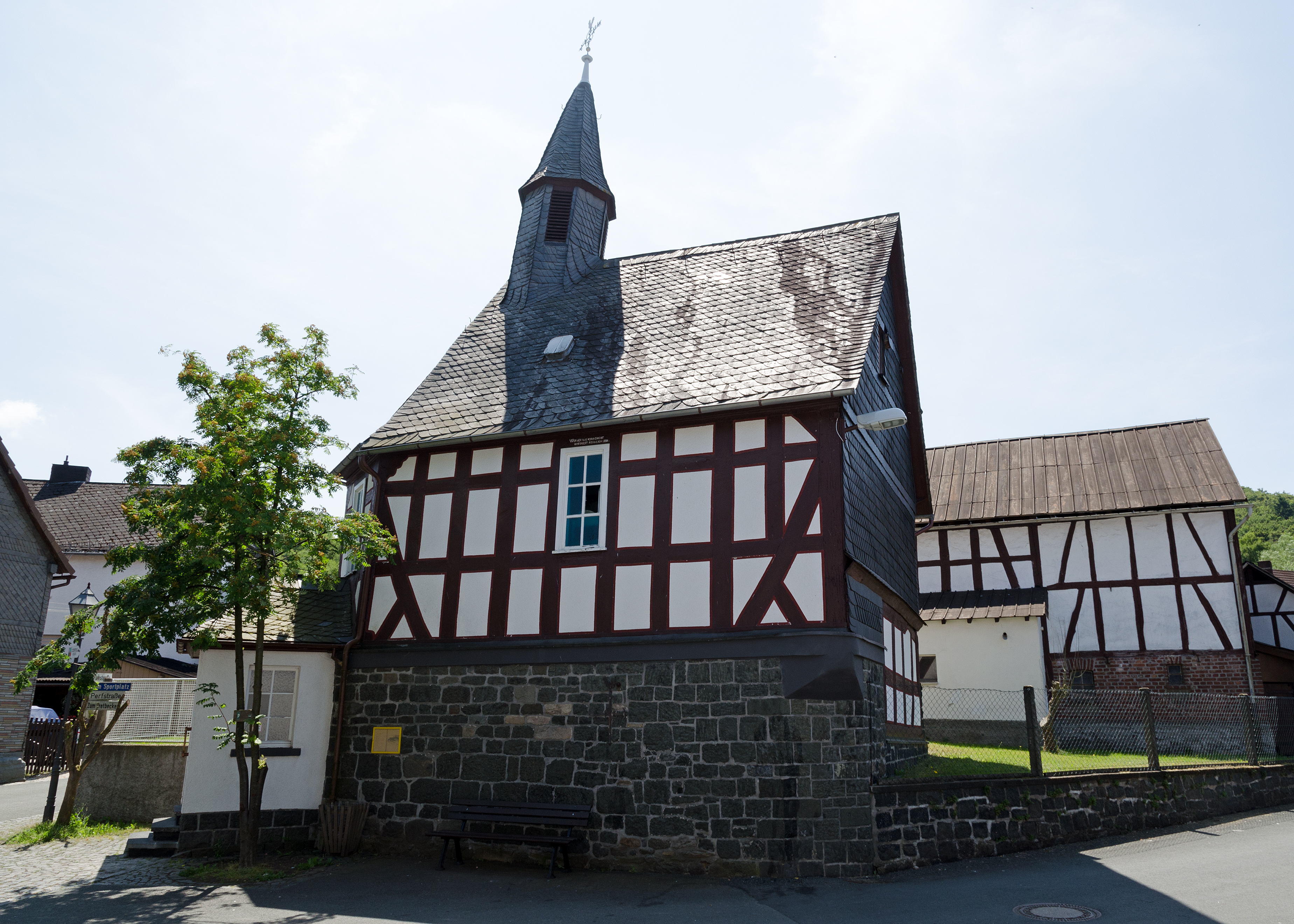
Kerk van Steinperf
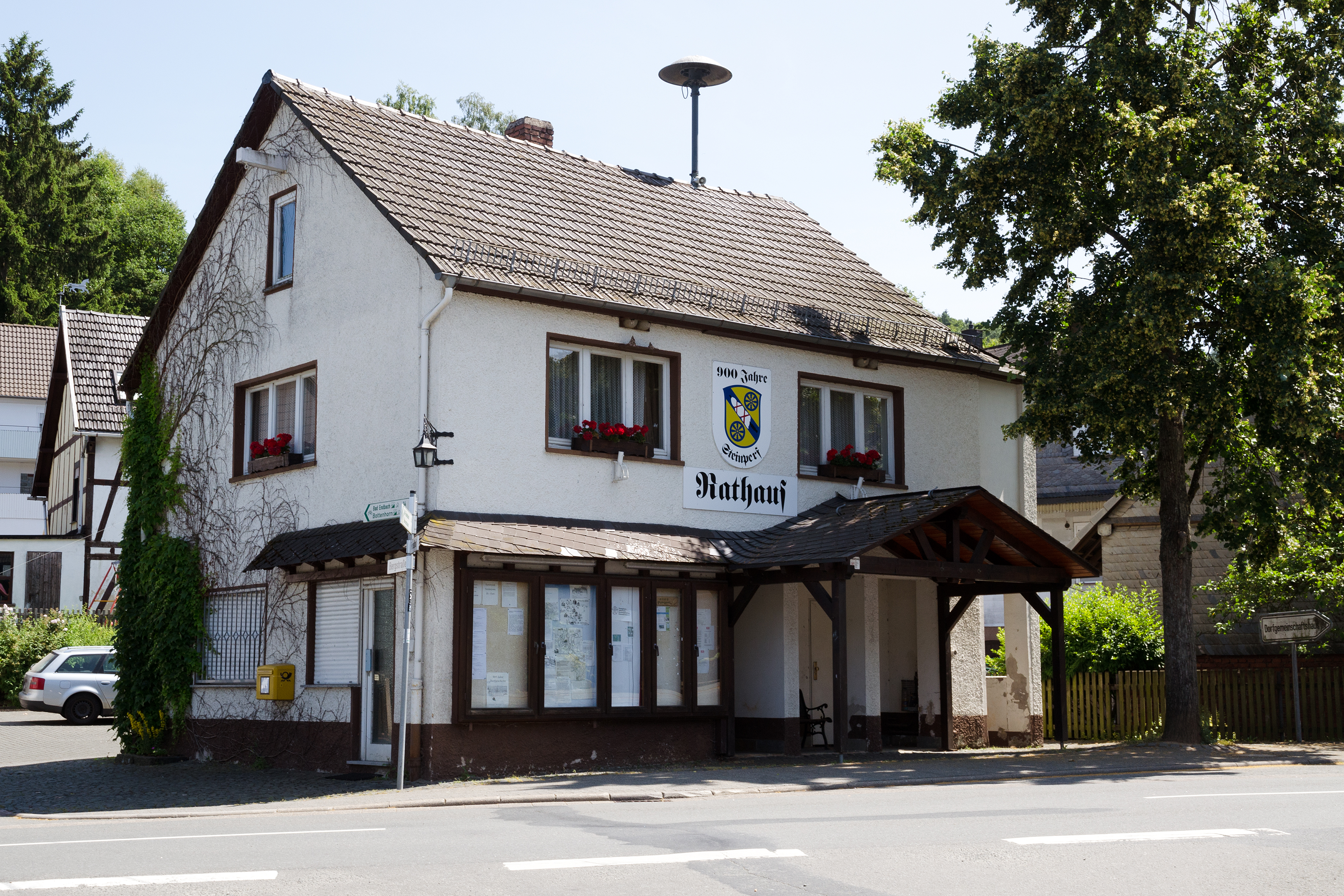
Raadhuis